# Pavilon C
Pavilon C je výstavní hala na brněnském výstavišti dostavěná v roce 1959. Jde o třípodlažní stavbu v sousedství pavilonu A. Pavilon má čtvercový půdorys s atriem probíhajícím přes všechna podlaží. Objekt je zastřešen kopulí s klenbou ve tvaru české placky s lunetami. Schodiště se nacházejí v přístavcích a po stranách atria. Obvodový plášť je celoprosklený včetně lunet střešní klenby.
Autory jsou Miloš Matiovský, Jiří Valenta, Zdeněk Valenta a Ferdinand Lederer. Objekt je spolu s některými dalšími stavbami na brněnském výstavišti chráněn jako kulturní památka. Velkou rekonstrukcí pod vedením Jana Chlupa prošel objekt v roce 1998, kdy byl také propojen s pavilonem A.